# 道の駅藍ランドうだつ
道の駅藍ランドうだつ（みちのえき あいランドうだつ）は、徳島県美馬市脇町大字脇町にある徳島県道12号鳴門池田線の道の駅である。「うだつの町並み」に隣接しているので、その観光客用駐車場となる。

## 施設
- 駐車場
  - 普通車：39台
  - 大型車：5台
  - 身障者用：1台
- トイレ （いずれも24時間利用可能）
  - 男：大 2器、小 5器
  - 女：5器
  - 身障者用：1器
- 公衆電話
- 情報提供施設
- 喫茶コーナー
- 船着場公園
- 吉田邸

## 休館日
- 12月27日 - 1月1日

## アクセス
- 徳島県道12号鳴門池田線 - 登録路線
  - 徳島県道199号脇三谷線

## 周辺

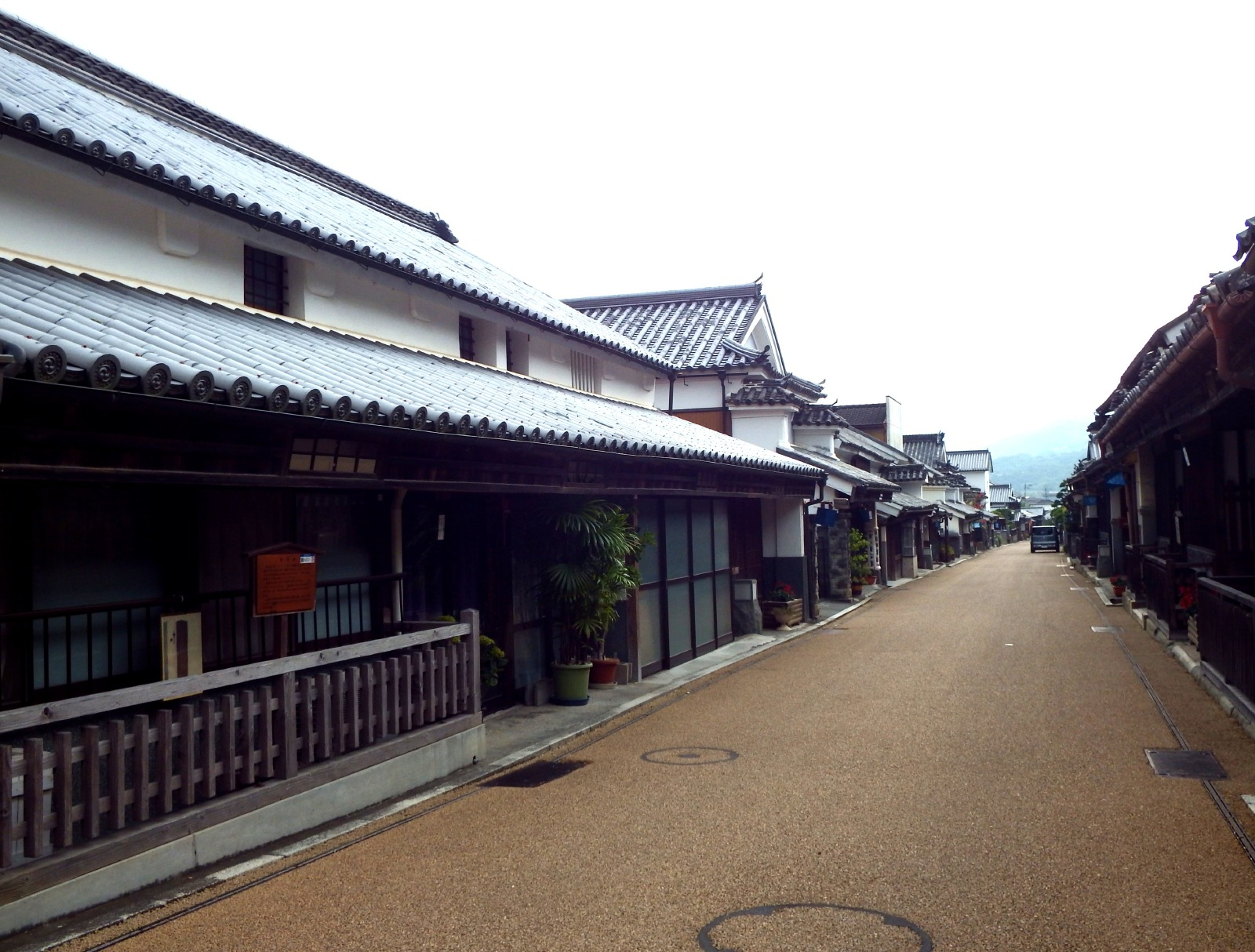
うだつの町並み

- うだつの町並み（脇町南町）：重要伝統的建造物群保存地区
- 吉野川
- 大谷川
- 旧長岡家住宅（国の重要文化財）
- 美馬市役所脇町庁舎
- 脇町郵便局